# Styloperla flectospina
Styloperla flectospina är en bäcksländeart som först beskrevs av Wu, C.F. 1962.  Styloperla flectospina ingår i släktet Styloperla och familjen Styloperlidae. Inga underarter finns listade i Catalogue of Life.